# Орик (Каліфорнія)
Орик (англ. Orick) — переписна місцевість (CDP) в США, в окрузі Гумбольдт штату Каліфорнія. Населення — 328 осіб (2020).

## Географія
Орик розташований за координатами 41°17′28″ пн. ш. 124°4′27″ зх. д. / 41.29111° пн. ш. 124.07417° зх. д. (41.291120, -124.074173).  За даними Бюро перепису населення США в 2010 році переписна місцевість мала площу 12,56 км², з яких 12,29 км² — суходіл та 0,27 км² — водойми.

### Клімат
| Клімат : Орик           | Клімат : Орик | Клімат : Орик | Клімат : Орик | Клімат : Орик | Клімат : Орик | Клімат : Орик | Клімат : Орик | Клімат : Орик | Клімат : Орик | Клімат : Орик | Клімат : Орик | Клімат : Орик | Клімат : Орик |
| Показник                | Січ.          | Лют.          | Бер.          | Квіт.         | Трав.         | Черв.         | Лип.          | Серп.         | Вер.          | Жовт.         | Лист.         | Груд.         | Рік           |
| Абсолютний максимум, °C | 21,7          | 25            | 26,7          | 31,1          | 33,9          | 37,2          | 35,6          | 36,1          | 37,2          | 32,2          | 23,9          | 20            | 37,2          |
| Середній максимум, °C   | 11,2          | 12,9          | 13,9          | 15,3          | 17,1          | 18,8          | 20,4          | 20,9          | 21,5          | 18,7          | 13,9          | 11,1          | 16,3          |
| Середня температура, °C | 6,9           | 8,1           | 8,7           | 9,8           | 11,6          | 13,4          | 14,8          | 15,2          | 14,7          | 12,4          | 9,3           | 7,1           | 11,0          |
| Середній мінімум, °C    | 2,7           | 3,3           | 3,4           | 4,3           | 6             | 8             | 9,3           | 9,4           | 7,9           | 6,2           | 4,7           | 3,1           | 5,7           |
| Абсолютний мінімум, °C  | −7,2          | −6,1          | −3,9          | −8,3          | −2,8          | −0,6          | −0,6          | −0,6          | −0,6          | −3,9          | −5            | −8,3          | −8,3          |
| Норма опадів, мм        | 275           | 240           | 229           | 126           | 84            | 35            | 8             | 13            | 32            | 119           | 242           | 306           | 1709          |
| Днів з опадами          | 16            | 15            | 16            | 12            | 9             | 5             | 2             | 3             | 5             | 9             | 15            | 17            | 124           |
| ----------------------- | ------------- | ------------- | ------------- | ------------- | ------------- | ------------- | ------------- | ------------- | ------------- | ------------- | ------------- | ------------- | ------------- |
| Джерело:                |               |               |               |               |               |               |               |               |               |               |               |               |               |

## Демографія
Згідно з переписом 2010 року, у переписній місцевості мешкало 357 осіб у 166 домогосподарствах у складі 83 родин. Густота населення становила 28 осіб/км².  Було 197 помешкань (16/км²).
Расовий склад населення:
| - 80,7 % — білих - 10,9 % — корінних американців - 0,8 % — вихідців з тихоокеанських островів - 1,7 % — осіб інших рас |

До двох чи більше рас належало 5,9 %. Частка іспаномовних становила 5,6 % від усіх жителів.
За віковим діапазоном населення розподілялося таким чином: 16,8 % — особи молодші 18 років, 65,0 % — особи у віці 18—64 років, 18,2 % — особи у віці 65 років та старші. Медіана віку мешканця становила 48,1 року. На 100 осіб жіночої статі у переписній місцевості припадало 113,8 чоловіків;  на 100 жінок у віці від 18 років та старших — 116,8 чоловіків також старших 18 років.
Середній дохід на одне домашнє господарство  становив 65 436 доларів США (медіана — 34 375), а середній дохід на одну сім'ю — 90 553 долари (медіана — 45 000). Медіана доходів становила 70 714 долари для чоловіків та 36 071 долар для жінок. За межею бідності перебувало 30,3 % осіб, у тому числі 30,8 % дітей у віці до 18 років та 0,0 % осіб у віці 65 років та старших.
Цивільне працевлаштоване населення становило 133 особи. Основні галузі зайнятості: виробництво — 16,5 %, освіта, охорона здоров'я та соціальна допомога — 15,8 %, сільське господарство, лісництво, риболовля — 15,0 %.